# Oocassida pudibunda
Oocassida pudibunda es una especie de insecto coleóptero de la familia Chrysomelidae.
Fue descrita científicamente en 1856 por Boheman.